# Premios Euskadi de Literatura
Los Premios Euskadi de Literatura (en vasco: Euskadi Literatura Sariak) son unos galardones literarios que organiza anualmente el Departamento de Cultura del Gobierno Vasco desde 1982 y que premian las mejores obras en euskera o en español escritas por autores del País Vasco. Los ganadores de cada modalidad se llevan 18.000 €, que pueden ser 22.000 € si la obra es publicada.

## Ganadores[3]
- 1982
  - En euskera: 
    - Novela: Hamaseigarrenean, aidanez - Anjel Lertxundi

  - En español: 
    - Novela: En el principio era el roble - Bernardo Arrizabalaga
    - Ensayo: Joannes - José Javier Granja Pascual
- 1983
  - En euskera:
    - Novela corta: Dragoia eta laberintoa - Joanes Urkixo
    - Poesía: Aire neurtuak - Luis Mari Mujika

  - En español: 
    - Novela: Zumbido - Ignacio Ezquerra Greño
    - Cuentos: El Viaje - María Eugenia Salaverri
    - Poesía:  Las edades de la noche - Carlos Aurteneche
- 1984
  - En euskera:
    - Cuentos: Herabearen Ihesa - Jose Antonio Mujika
    - Poesía: Bakardadeko bertso ezpalak - Luis Baraiazarra

  - En español:
    - Novela: Espejo de Extrañeza - Teresa Arocena
    - Cuentos: También Prometeo asesinaba estrellas - Ignacio José Berciano
    - Poesía: Ciudad de la memoria - Ignacio Ezquerra Greño
- 1985:
  - En euskera:
    - Cuentos: Hamasei urte bete nuenean hiriko argiak iraungi ziren - Joxe Mari Iturralde
    - Poesía: Armaggedon - Patxi Ezkiaga

  - En español:
    - Novela: La Dama del viento sur - Javier García Sánchez
    - Cuentos: The end - Enma Alonso Pego
    - Ensayo: Nacionalismo vasco y frente popular - Francisco Rodríguez de Coro
    - Poesía: Del corazón y otras ruinas - Pablo González de Langarika
- 1986
  - En euskera:
    - Novela: Udazkenaren bakoitik - Juan Maria Irigoien
    - Poesía: Zoperna jenerala - Luis Berrizbeitia

  - En español:
    - Novela: Las últimas palabras - Pablo Sorozábal Serrano
    - Poesía: Poemas de la Galerna - Gontzal Díez del Hoyo
- 1987
  - En euskera:
    - Poesía: Ispiluaren isladaketak - Patxi Ezkiaga

  - En español:
    - Novela: El ángel de la noche vendrá por tí con la muerte en sus alas - Álvaro Bermejo Marcos
    - Ensayo: La cárcel de las palabra - Jesús Manuel de Miguel Rodríguez
    - Poesía: Memorial de Amauta - Amalia Iglesias Serna
- 1988: 
  - En euskera: 
    - Teatro: Bai, horrela da - Iosu Arkotxa
    - Poesía: Barne-distantziak - Imanol Irigoien
    - Ensayo: O tempora! O mores! - Eduardo Gil Bera

  - En español:
    - Novela: El descenso de orfeo - Álvaro Bermejo Marcos
    - Ensayo: Retorno al hombre (una incursión en el futuro que viene) - Juan Basurto
    - Poesía: Te tomo la palabra - José Fernández de la Sota
- 1989:
  - En euskera:
    - Novela: Itzulera baten istorioa - Martin Ugalde
    - Poesía: Ogen liliak - Miguel Angel Unanua

  - En español:
    - Novela: La defección de Búnkol - Jose Javier Mina Astiz
    - Ensayo: El mito de la sociedad organizada - Jesús Manuel de Miguel Rodríguez
    - Teatro: Falstaff no cree en la otra vida - Francisco Javier Gil Díez-Conde
    - Poesía: Una temporada en el invierno - Maria Felipa Maizkurrena

  - Premio Euskadi:
    - Literatura en euskera: Obabakoak - Bernardo Atxaga
    - Literatura en español: Antología poética - Ernestina de Champourcín
    - Traducción: Dominique Artzain Xiberotar bat Nevadan - Xabier Mendiguren Bereziartu (Sweet promised land, Robert Laxalt)
    - Ilustración: Madame Kontxesi-Uribe, Brigada & Detektibe-Purra¡Purra¡ 4 - Arturo Campionen, Pedro Mari, Antton Olariaga
- 1990: 
  - En euskera: 
    - Poesía: Udazkeneko karabana erratua - Karlos Linazasoro
    - Ensayo: Filosofia zer den - Joxe Azurmendi

  - En español: 
    - Novela: Enredos pelirrojos - Ignacio Ortubai
    - Teatro: Un hombre enamorado - David Barbero

  - Premio Euskadi:
    - Literatura en euskera: Babilonia - Joan Mari Irigoien
    - Literatura en español: La gran ilusión - Miguel Sánchez-Ostiz
    - Traducción: Katharina Blumen Ohore Galdua - Pello Zabaleta Kortaberria (Die verlorene Ehre der Katharina Blum, Heinrich Böll)
    - Ilustración: Querer la luna - Agustina la payasa - Pablo Echebarria Molina
    - Mejor publicación: El fruto de la Almendra - Miguel González de San Román
    - Literatura infantil/juvenil: La Cazadora de Indiana Jones - Asun Balzola
- 1991: 
  - En euskera: 
    - Novela: Zisnearen hegada - Patxi Ezkiaga
    - Teatro: Ba dago ala ez dago..? - Yolanda Arrieta
    - Poesía: Oi Emmanuel! - Félix Zubiaga
    - Ensayo: Narziso berriaz gogoetak - Juana Atxabal

  - En español:
    - Novela: El enfermo epistemológico - José Ignacio Nájera Nieto
    - Poesía: E lucevan la stelle - Álvaro Bermejo
    - Poesía: Museo de reproducciones - Iñaki Ezkerra
    - Ensayo: La luz inextinguible - Juan José Lanz

  - Premio Euskadi:
    - Literatura en euskera: Mimodrama eta ikonoak - Juan Mari Lekuona
    - Literatura en español: Demasiado tarde para Filoctetes - Alfonso Sastre
    - Traducción: Eulien ugazaba - Joxe Austin Arrieta (The lord the Flies, William Golding)
    - Ilustración: Ninoren istorioa - Asun Balzola
    - Mejor publicación: Bizkaia barru-barrutik - Alberto Schommer
    - Literatura infantil/juvenil: Alex - Mariasun Landa
- 1992: No convocados
- 1993: 
  - En euskera: 
    - Novela: Desierto
    - Teatro: Desierto

  - En español:
    - Novela: Benarés - Álvaro Bermejo
    - Teatro: La piedra que flota en el estanque - José Luis San José
- 1994: 
  - En euskera: 
    - Poesía: Gelak eta zelaiak - Amaia Iturbide
    - Ensayo: Ilustrazioaren bidetik argi berri bila Frankfurten - Jon Sudupe

  - En español:
    - Poesía: Origen - José Antonio Rodríguez Medeiros
    - Ensayo: El carro de heno - Eduardo Gil Bera
- 1995: 
  - En euskera:
    - Novela: Karen Airamekoa - Patxi Ezkiaga
    - Teatro: Desierto

  - En español: 
    - Novela: La tapia amarilla - Fernando Chivite
    - Teatro: Los abrazos perdidos - Roberto Herrero
- 1996: No convocados
- 1997: 
  - Literatura en euskera: Tigre ehizan - Aingeru Epaltza
  - Literatura en español: Los cuerpos de las nadadoras - Pedro Ugarte
  - Traducción: Gure garaiko heroia - Jose Morales Belda (Un héroe de nuestro tiempo, Mikhaïl Lérmontov)
  - Literatura infantil/juvenil: Xola eta Basurdeak - Bernardo Atxaga
  - Mejor opera prima: Bihotz bi. Gerrako kronikak - Ramon Saizarbitoria
- 1998:
  - Literatura en euskera: Galderen geografia - Felipe Juaristi
  - Literatura en español: Todos los santos - Jose Fernández de la Sota
  - Traducción: Harreman arriskutsuak - Jon Muñoz Otaegi (Les Liaisons dangereuses, Pierre Choderlos de Laclos)
  - Literatura infantil/juvenil: Gizon izandako mutila - Patxi Zubizarreta
  - Mejor opera prima: Gasteizko hondartzak - Xabier Montoia
- 1999: 
  - Literatura en euskera: Argizariaren egunak - Anjel Lertxundi
  - Literatura en español: Lista de locos y otros alfabetos - Bernardo Atxaga
  - Traducción: Ipuin hautatuak - Juan Garzia (Cuentos, Jorge Luis Borges)
  - Literatura infantil/juvenil: Jonas eta hozkailu beldurtia - Juan Kruz Igerabide
  - Millor opera prima: Pausoa noiz luzatu - Andoni Egaña
- 2000:
  - Literatura en euskera: Eta emakumeari sugeak esan zion - Miren Lourdes Oñederra
  - Literatura en español: La tierra fértil - Paloma Díaz-Mas
  - Traducción: Dublindarrak - Irene Aldasoro (Dubliners, James Joyce)
  - Literatura infantil/juvenil: Animalien inauteria - Felipe Juaristi
- 2001:
  - Literatura en euskera: Gorde nazazu lurpean - Ramón Saizarbitoria
  - Literatura en español: Los ojos vacíos - Fernando Aramburu
  - Traducción: Fantasiazko ipuinak - Josu Zabaleta Kortaberria (Contes fantastiques, Guy de Maupassant)
  - Literatura infantil/juvenil: Bota gorriak - Karlos Linazasoro
- 2002:
  - Literatura en euskera: %100 Basque - Itxaro Borda
  - Literatura en español: Pobeñeses - Miguel González San Martín
  - Traducción: Harry Potter eta sekretuen ganbera - Iñaki Mendiguren (Harry potter and the Chamber of Secrets, J. K. Rowling)
  - Literatura infantil/juvenil: Itsaslabarreko etxea - Miren Agur Meabe
- 2003: 
  - Literatura en euskera: Larrepetit - Pello Lizarralde
  - Literatura en español: La memoria de la nieve - Antonio Altarriba
  - Traducción: Zortzi kontakizun - Koro Navarro (Stories, Isaac Bashevis Singer)
  - Literatura infantil/juvenil: Izar-malkoak - Fernando Morillo
- 2004:
  - Literatura en euskera: Bizia lo - Jokin Muñoz
  - Literatura en español: Historia de las malas ideas - Eduardo Gil Bera
  - Traducción: Bederatzietatik bederatzietara - Anton Garikano (Zwischen neun und neun, Leo Perutz)
  - Literatura infantil/juvenil: Osaba Bin Floren - Jesus Mari Olaizola
- 2005: 
  - Literatura en euskera: Belarraren ahoa - Harkaitz Cano
  - Literatura en español: Verdes valles, colinas rojas - Ramiro Pinilla
  - Traducción: Parisen sabela - Karlos Zabala (Le Ventre de Paris, Émile Zola)
  - Literatura infantil/juvenil: Pupuan trapua - Xabier Olaso
- 2006: 
  - Literatura en euskera: Etorkizuna - Iban Zaldua
  - Literatura en español: Comida para peces - Javier de Dios López
  - Traducción: Estilo ariketak - Xabier Olarra Lizaro (Exercices de style, Raymond Queneau)
  - Literatura infantil/juvenil: Pantaleon badoa - Patxi Zubizarreta
- 2007:
  - Literatura en euskera: Euskal Hiria sutan - Xabier Montoia
  - Literatura en español: Voracidad - Juan Bas
  - Traducción: Pereirak dioenez - Fernando Rey (Sostiene Pereira, Antonio Tabucchi)
  - Literatura infantil/juvenil: Urtebete itsasargian - Miren Agur Meabe
- 2008:
  - Literatura en euskera: Antzararen bidea - Jokin Muñoz
  - Literatura en español: El club de los faltos de cariño - Manuel Leguineche
  - Traducción: Gaueko gezurrak - Josu Zabaleta (Le menzogne della notte, Gesualdo Bufalino)
  - Literatura infantil/juvenil: Jenio gaiztoa - Pello Añorga
- 2009: 
  - Literatura en euskera: Egunsentiaren esku izoztuak - Xabier Lete
  - Literatura en español: El ángulo ciego - Luisa Etxenike
  - Traducción: Ilargi-harria - Anton Olano (The Moonstone, Wilkie Collins)
  - Literatura infantil/juvenil: Anekdotak - Ruben Ruiz
  - Ilustración: Aplastamiento de las gotas - Elena Odriozola
- 2010:
  - Literatura en euskera: Autokarabana - Fermin Etxegoien
  - Literatura en español: Vacilación - José Fernández de la Sota
  - Traducción: Eguzki kolpea - Jesus Mari Mendizabal (La insolación, Horacio Quiroga)
  - Literatura infantil/juvenil en euskera: Xia Tenzinen bidaia miresgarria - Patxi Zubizarreta
  - Literatura infantil/juvenil en español: Desierto
  - Ilustración: Ipuin-kontalariaren lapikoa - Jokin Mitxelena
  - Ensayo en euskera: Azken egunak Gandiagarekin - Joxe Azurmendi
  - Ensayo en español: Sin tiempo que perder - Miguel Sánchez-Ostiz
- 2011:
  - Literatura en euskera: Fikzioaren izterrak - Ur Apalategi
  - Literatura en español: Bajo el influjo del cometa - Jon Bilbao
  - Traducció: Zubi bat drinaren gainean - Karlos Zabala (Na Drini ćuprija, Ivo Andrić)
  - Literatura infantil/juvenil en euskera: Errepidea - Miren Agur Meabe
  - Literatura infantil/juvenil en español: Desierto
  - Ilustración: Bombástica Naturalis - Iban Barrenetxea
  - Ensayo en euskera: Moroak gara behelaino artean? - Joseba Sarrionandia
  - Ensayo en español: Diarios 1999-2003 - Iñaki Uriarte
- 2012: 
  - Literatura en euskera: Twist - Harkaitz Cano
  - Literatura en español: Tangram - Juan Carlos Márquez
  - Traducción: Jakobian eraikina - Xabier Olarra y Arantzazu Royo (Imarat Ya'qubyan, Alaa al-Aswany)
  - Literatura infantil/juvenil en euskera: Azken garaipena - Iban Zaldua
  - Literatura infantil/juvenil en español: El cuento del carpintero - Iban Barrenetxea
  - Ilustración: La flor roja - Sara Morante
  - Ensayo en euskera: Xabier Lete (Auto)biografia bat - Inazio Mujika
  - Ensayo en español: La democracia del conocimiento - Daniel Innerarity
- 2013:
  - Literatura en euskera: Martutene - Ramón Saizarbitoria
  - Literatura en español: Aquella edad inolvidable - Ramiro Pinilla
  - Traducción: Tom Sawyer-en abenturak - Iñaki Mendiguren y Sarah Turtle (The Adventures of Tom Sawyer, Mark Twain)
  - Literatura infantil/juvenil: Tximeletrak - Xabier Olaso
  - Ilustración: Tropecista - Elena Odriozola
  - Ensayo en euskera: Oi Europa! - Jon Sodupe
  - Ensayo en español: Ese idioma raro y poderoso - Iban Zaldua
- 2014:
  - Literatura en euskera: Nevadako egunak - Bernardo Atxaga
  - Literatura en español: Cómo pudo pasarnos esto - Idoia Estornés
  - Traducción: Gauzen ordena naturala - Iñigo Roque (A ordem natural das coisas, António Lobo Antunes)
  - Literatura infantil/juvenil: Orkestra lurtarra - Harkaitz Cano
  - Ilustración: Habiak - Maite Gurrutxaga
  - Ensayo en euskera: New York-Martutene - Joseba Gabilondo
  - Ensayo en español: Espaciosa y triste - Jon Juaristi
- 2015:
  - Literatura en euskera: Su zelaiak - Mikel Peruarena Ansa, rechazado por el autor.[4]
  - Literatura en español: Escrito en negro - Martín Olmos Medina
  - Traducción: Sonetoak - Juan Garzia Garmendia (Shakespeare's sonnets, William Shakespeare)
  - Literatura infantil/juvenil: Argiaren alaba - Yolanda Arrieta Malatxebarria
  - Ilustración: El libro de la suerte - Ana G. Lartitegui
  - Ensayo en euskera: Historia, arraza, nazioa - Joxe Azurmendi Otaegi
  - Ensayo en español: Vieja Luna de Bilbao - Joseba Zulaika Irureta
- 2016:
  - Literatura en euskera: Ehiztariaren isilaldia - Luis Garde
  - Literatura en español: El comensal - Gabriela Ybarra
  - Traducción: Ulises - Xabier Olarra (Ulysses, James Joyce)
  - Literatura infantil/juvenil: Besarkada - Uxue Alberdi
  - Ilustración: Así es la dictadura - Mikel Casal Patiño
  - Ensayo en euskera: Tartaroa. Mina, boterea eta egia - Mitxelgo Uranga
  - Ensayo en español: Sin piedad. Limpieza política en Navarra, 1936 - Fernando Mikelarena
- 2017:
  - Literatura en euskera: Linbotarrak - Asier Serrano
  - Literatura en español: Patria - Fernando Aramburu
  - Traducción: Testamentua - Matías Múgica (Le Testament, François Villon)
  - Literatura infantil/juvenil: Xomorropoemak eta beste piztia batzuk - Leire Bilbao
  - Ilustración: Versos de deportes - Mikel Valverde
  - Ensayo en euskera: Bidean ikasia - Arantxa Urretabizkaia
  - Ensayo en español: Potosí - Ander Izagirre
- 2018:
  - Literatura en euskera: Bihotz handiegia - Eider Rodríguez
  - Literatura en español: Mientras me alejo - Karmelo C. Iribarren
  - Traducción: Gailur ekaiztsuak - Irene Aldasoro (Wuthering Heights, Emily Brontë)
  - Literatura infantil/juvenil: Santa Familia - Eider Rodríguez
  - Ilustración: La pequeña Roque (Guy de Maupassant) - Yolanda Mosquera
  - Ensayo en euskera: Patagoniara Hazparnen barrena - Kepa Altonaga
  - Ensayo en español: Bajo el signo de la melancolía - Santos Zunzunegui
- 2019:
  - Literatura en euskera: Neguko argiak - Irati Elorrieta
  - Literatura en español: Palmeras solitarias - Ramon Eder
  - Traducción: Etsaiak, lagunak, ezkongaiak, maitaleak, senar-emazteak - Isabel Etxeberria Ramirez (Hateship, Friendship, Courtship, Loveship, Marriage, Alice Munro)
  - Literatura infantil/juvenil: Korri, Kuru, Korri - Patxi Zubizarreta
  - Ilustración: Xahoren Biografikoa - Asisko Urmeneta
  - Ensayo en euskera: Etxera bidean - Xamar
  - Ensayo en español: Política para perplejos - Daniel Innerarity
- 2020:
  - Literatura en euskera: Aitaren etxea - Karmele Jaio
  - Literatura en español: Cambiar de idea - Aixa de la Cruz
  - Traducción: Aldibereko - Idoia Santamaria Urkaregi (Simultan, Ingeborg Bachmann)
  - Literatura infantil/juvenil: Joemak eta polasak - Iñigo Astiz
  - Ilustración: Un millón de ostras - Miren Asiain Lora
  - Ensayo en euskera: Kontrako eztarritik - Uxue Alberdi
  - Ensayo en español: Larga vida a la socialdemocracia - Borja Barragué
- 2021:
  - Literatura en euskera: Agiantza - Pello Lizarralde
  - Literatura en español: Los últimos románticos - Txani Rodríguez
  - Traducción: Nik kantatu eta dantza egiten du mendiak - Joxan Elosegi (Canto jo i la muntanya balla, Irene Solà)
  - Literatura infantil/juvenil: Haltzaren muinoa - Anjel Lertxundi
  - Ilustración: Transparentes. Historias del exilio colombiano - Javier de Isusi
  - Ensayo en euskera: Xabier Lete, aberriaren poeta kantaria - Alex Gurrutxaga
  - Ensayo en español: Las grietas de América: Bajo la piel de un país dividido - Mikel Reparaz
- 2022:
  - Literatura en euskera: Bihurguneko nasa - Uxue Apaolaza Larrea
  - Literatura en español: Los ojos cerrados - Edurne Portela
  - Traducción: Eguzkia jaikitzen da - Koro Navarro (The Sun Also Rises, Ernest Hemingway)
  - Literatura infantil/juvenil: Barruko hotsak - Leire Bilbao
  - Ilustración: Irrimola - Maite Mutuberria
  - Ensayo en euskera: Begiak zabalduko zaizkizue. Literaturari buruzko elkarrizketa bat - Irati Jimenez
  - Ensayo en español: Hablemos claro - Teresa Maldonado
- 2023:[5]
  - Literatura en castellano: Alejandro Morellón Mariano, El peor escenario posible
  - Traducción literaria al euskera: Maialen Berasategi y Joxe Mari Berasategi, Paradisua (Abdulrazak Gurnah)
  - Ensayo en euskera: Miren Billelabeitia Benjoa, Norberak maite duena
  - Ensayo en castellano: Ander Izagirre Olaizola, Vuelta al país de Elkano
  - Literatura en euskera: Arantxa Urretabizkaia, Azken Etxea
  - Literatura infantil y juvenil: Patxi Zubizarreta Zerria
  - Ilustración de obra literaria: Joseba Larratxe, Ni ez naiz Mikel Laboa.